# Мокрое Поле (Пермский край)
Мокрое Поле — упразднённая деревня Ординского района Пермской области РСФСР СССР.
Ныне урочище на территории Ординского городского округа Пермского края. Малая родина Героя Социалистического Труда А. А. Лубовой.

## Название
Известна как деревня Мокрополка (1782), Мокрецы (в 1795). Тогда в ней жили Мокрецовы. Название по географическому признаку — от избытка влаги «мокрое» при нахождении у водоёма и «поле»:1.

## География
Деревня находилась в юго-восточной части области (ныне края), в пределах Уфимского плоскогорья, у озера и болота:1, в 5 км от центра сельсовета — села Верхний Кунгур, в 40 км от райцентра — села Орда:192.

### Климат
Климат характеризуется как континентальный, с продолжительной многоснежной холодной зимой и коротким тёплым летом. Средняя многолетняя температура самого холодного месяца (января) составляет −17,3 °С (абсолютный минимум — −50 °С), температура самого тёплого (июля) — 24,8 °С (абсолютный максимум — 38 °С). Среднегодовое количество осадков — 470—500 мм.

## История
Известна в источниках с 1782 г. как деревня Мокрополка.
:1
В 1940-е годы действовал колхоз им. Чапаева с 767 гектарами земли. Во время войны колхоз им. Чапаева коллективное хозяйство перешло в Верхкунгурскую бригаду колхоза «Правда»:2.
С 1944 по 1972 гг. д. Мокрое Поле входит в Верхнекунгурский сельсовет:13.
В 1946 году в селе находились на спецпоселении «оуновцы»
В 1971 году переехала в Орду последняя жительница деревни — Парасковья Павловна Трясцына в очень преклонном возрасте:3.
В 1972 году деревня Мокрое Поле упразднена:13.

## Население
| год  | число дворов | число жителей |
| ---- | ------------ | ------------- |
| 1869 | 16           | 71            |
| 1905 | 27           | 147           |
| 1925 | 33           | 156           |
| 1963 | неизвестно   | 87:192        |
| 1969 | неизвестно   | 66            |

## Известные уроженцы, жители
Анфуса (Анфиса) Андреевна Лубова (22 августа 1929, с. Мокрое Поле, Ординский район, Свердловская область, СССР — 20 ноября 2013, Пермь, Пермский край, Россия) — телятница Пермского конезавода № 9, Герой Социалистического Труда (1971). «Её имя гремело с полос газет, по радио и по телевидению в 70-е-80-е годы. Социалистическая система стимулировала»:9

## Инфраструктура
Основа экономики — сельское хозяйство . В 1950-х годах стоял телятник на 100 голов, конный двор, крольчатник, выращивали лён:4.
Электричество и радио появилось в 1960 г.:13
Школу открывали с 1957 по 1963 гг., преподавали два учителя: с 1957 по 1960 гг. — Кобелев Павел Яковлевич, с 1960 по 1963 гг. — Бисерова Анна Ивановна:13.

## Транспорт
Находится урочище на одиннадцатом километре трассы Орда-Ашап:5.